# Kanen
Kanen, de son vrai nom Karen Pinette-Fontaine, une auteure-compositrice-interprète et réalisatrice innue originaire d'Uashat-Maliotenam, au Québec.

## Biographie
Pinette-Fontaine lance sa carrière musicale en enregistrant un premier micro-album, qu’elle publie en 2019 sous l’étiquette Musique nomade. 
En 2019, on la découvre sur scène en tant que membre du collectif Nikamu Mamuitun de Florent Vollant, aux côtés de Marcie Michaud-Gagnon, Joëlle St-Pierre, Chloé Lacasse, Scott-Pien Picard, Matiu (musicien), Cédrik St-Onge et Ivan Boivin. 
En 2020, elle participe au concours de musique Francouvertes. 
En 2023, elle sort son premier album studio, Mitshuap, sous l'étiquette Musique nomade.
Kanen est aussi associée au collectif de cinéastes du Wapikoni Mobile, pour lequel elle a réalisé le court métrage « Batailles ».
En 2025, elle est une porte-parole de la 29e Francouvertes, aux côtés de Alex Burger.

## Récompenses
- Elle a été nommée pour le prix Félix de l'artiste autochtone de l'année aux 43e prix Félix[7].
- Demi-finaliste aux Francouvertes en 2020[8].
- 2022-2023 : Révélations de l'année Radio-Canada[9].
- Gagnante du prix Félix Artiste autochtone de l'année de 2023[10].

## Discographie
- 2019 : Karen Pinette-Fontaine (EP)
- 2022 : Sailors (ft. Matiu) (Single)
- 2023 : Mitshuap (Album)